# Csabacsűd
Csabacsűd là một làng thuộc hạt Békés, Hungary. Làng này có diện tích 66,85 km², dân số năm 2010 là 1866 người, mật độ 28 người/km².